# Fritz Peyer
Fritz Peyer (* 6. Juli 1919 in München; † 11. Dezember 2001 in Hamburg) war ein deutscher Theaterfotograf und Fotojournalist mit den Spezialgebieten Oper, Ballett und Pferdesport.

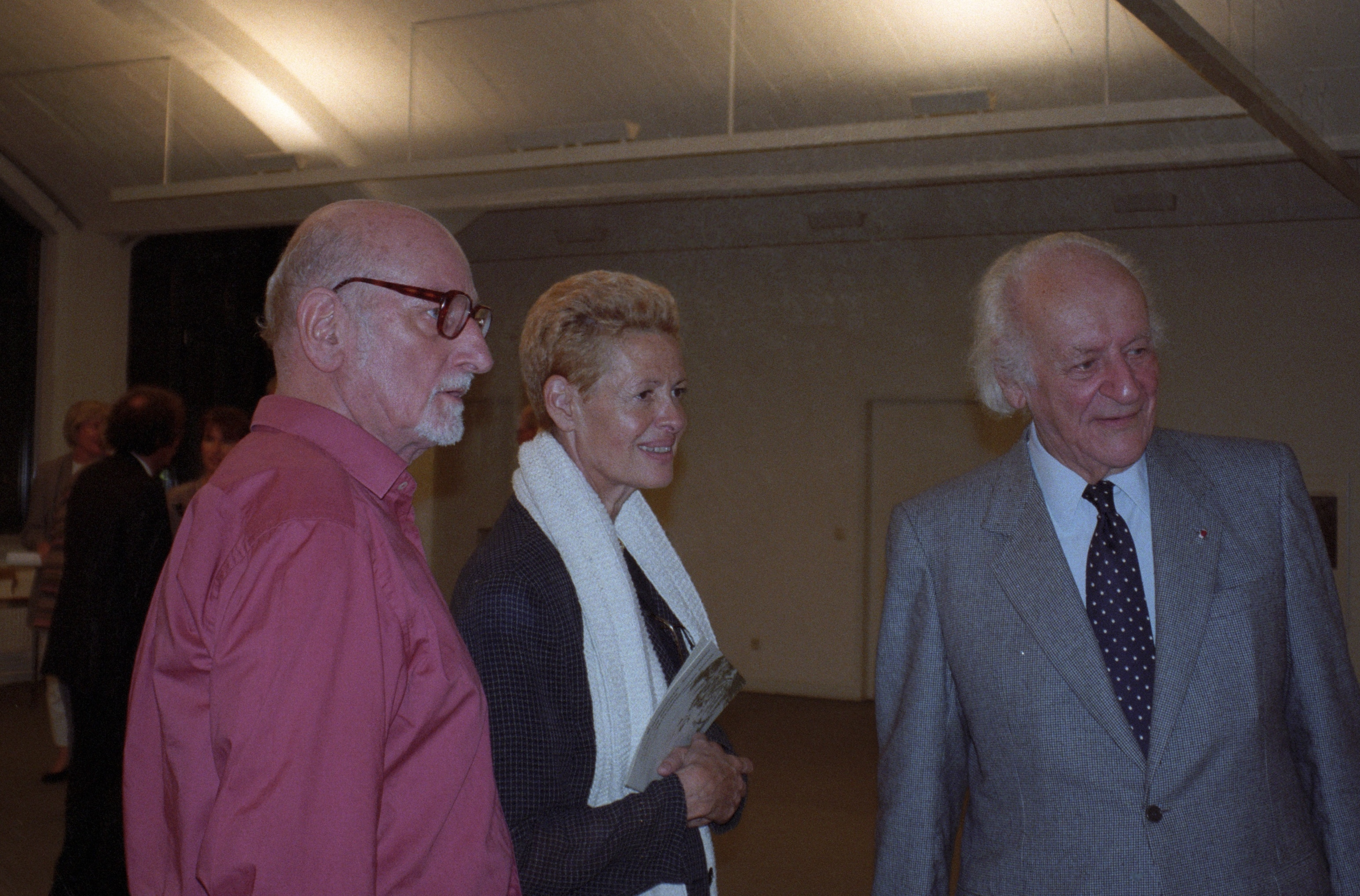
Staatsopernintendant Rolf Liebermann bei einer Fotoausstellung von Fritz Peyer (links)

## Leben
Peyer begann eine Ausbildung als Techniker, wurde aber zum Militär eingezogen, bevor er sie beenden konnte. Nach dem Zweiten Weltkrieg kam er durch Zufall zum Theater, wo er bei den Hamburger Kammerspielen zunächst als Beleuchter und Bühnenarbeiter aushalf. Die dort als Theaterfotografin wirkende Rosemarie Clausen erkannte seine Begabung als Fotograf. Die nötigen Kenntnisse hatte sich Peyer autodidaktisch angeeignet. Zunächst arbeitete er bei ihr als Volontär, danach als Assistent und konnte bereits 1952 bis 1955 alle Produktionen an den Hamburger Kammerspielen als selbständiger Fotograf begleiten.
Später holte ihn der Intendant Günther Rennert an die Hamburgische Staatsoper, wo er Persönlichkeiten wie Marlene Dietrich, die junge Juliette Gréco oder den Choreografen George Balanchine auf seine unverwechselbare Art fotografierte.
Aber er fotografierte nicht nur am Theater. Auch bei Pferderennen, Tennisspielen, Modenschauen oder Anti-Atomkraft-Demonstrationen hatte er seine Kamera dabei. Daraus sind etliche heute [2009] vergriffene Bildbände entstanden. 1963 gewann er als Sportfotograf den ersten Preis im World-Press-Photo-Wettbewerb, 1996 zeichnete ihn die Stadt Hamburg mit dem Alexander-Zinn-Preis für Journalisten aus.
Sein objektivierender, ganz unverfälschter, jedoch auf szenische, bewegte Höhepunkte ausgerichteter Stil und die Ablehnung dramatischer Inszenierung trug ihm Ansehen und Aufmerksamkeit ein, nicht zuletzt auch seine Graffiti-Dokumentationen.

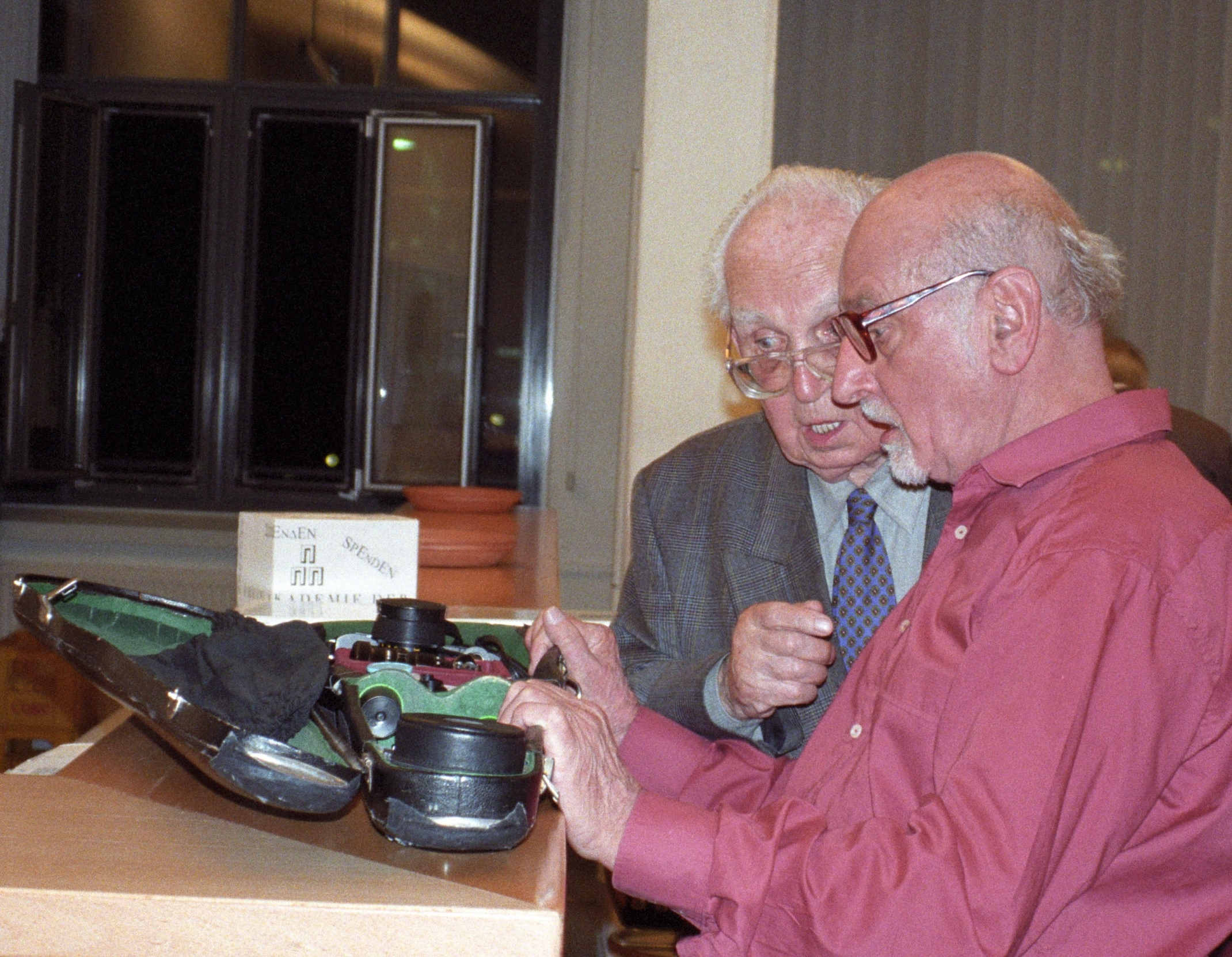
Peyer erklärt einem Kollegen seinen umfunktionierten Geigenkoffer

Sein Markenzeichen war ein umgebauter alter Geigenkoffer, in dem er seine Fotoausrüstung transportierte. Das erste Mal benutzte er diesen zur Tarnung, als er Marlene Dietrich heimlich bei Proben fotografierte, da sie ihm das Fotografieren strikt untersagt hatte.
Große Teile seines künstlerischen Nachlasses befindet sich im Deutschen Theatermuseum in München.
Seine Pferdebilder sind im Deutschen Pferdemuseum in Verden an der Aller archiviert. Rund siebenhundert Fotos, ferner Negative und Kontakte aus dem Bereich Ballett finden sich im Deutschen Tanzarchiv Köln.
Er war verheiratet mit der Fotografin Traute Peyer (1924–2018).

„Der Photograph sollte sich nicht so wichtig nehmen, dass er in seine Photos noch etwas hineininszeniert. Die Aufgabe der Photographie ist, eine Situation unverfälscht wiederzugeben.“

## Ausstellungen
- 1991: Narrenhände...? Graffiti, Altonaer Museum in Hamburg (20. Februar bis 5. Mai 1991)
- 2002: Fritz Peyer. Photographien, Niedersächsisches Landesmuseum für Kunst und Kulturgeschichte in Oldenburg (26. Mai bis 28. Juli 2002)
- 2003: Fritz Peyer. Photographien, Altonaer Museum in Hamburg (12. März bis 18. Mai 2003)

## Werke
- Hans Joachim Köhler: Von der Koppel bis zum Sieg, Fotos von Fritz Peyer. Bildband. Kornett-Verlag, Verden (Aller) ca. 1955.
- Hans-Joachim Köhler: Berühmte Reiter von Angesicht zu Angesicht, Farbfotos: Fritz Peyer u. Werner Menzendorf. Kornett Verlag, Verden (Aller) 1959.
- Torkild Hinrichsen: Narrenhände...?. Graffiti. Fotografien von Fritz Peyer. Bildband zur Ausstellung. Altonaer Museum, Hamburg (1991) ISBN 3-927637-09-2.
- Bernd Küster: Fritz Peyer. Photographien. Bildband zur Ausstellung mit 101 Abbildungen.  Donat Verlag, Bremen (2002) ISBN 3-934836-41-0.